# Tórax em tonel

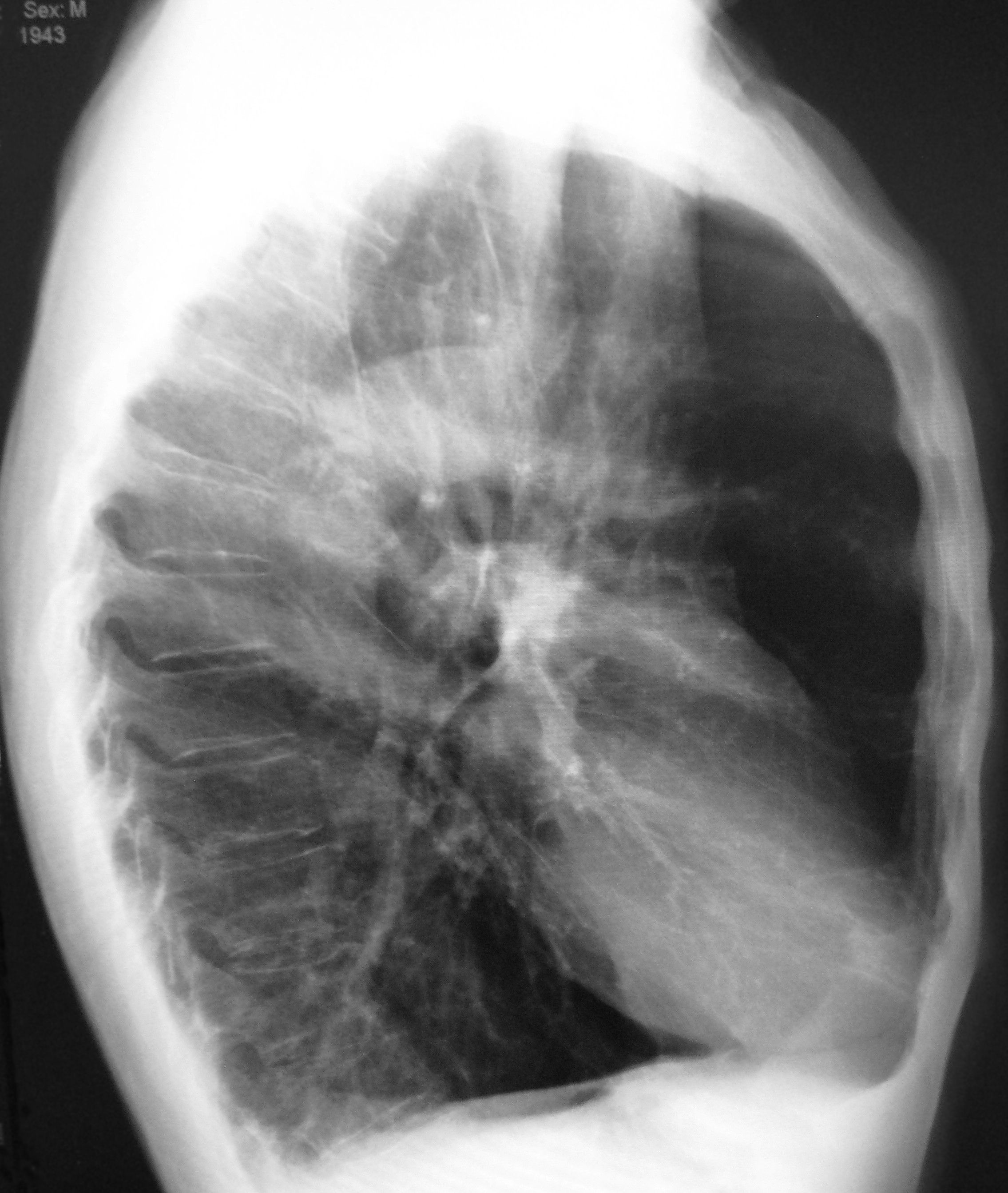
Radiografia torácica de uma pessoa com tórax em tonel causado por enfisema pulmonar.

Tórax em tonel é um termo usado para descrever um tórax alargado, em que geralmente se observa caixa torácica de grande dimensão, arredondamento pronunciado do tronco, grande capacidade pulmonar e potencialmente maior força na parte superior do tronco.